# Ghi dữ liệu

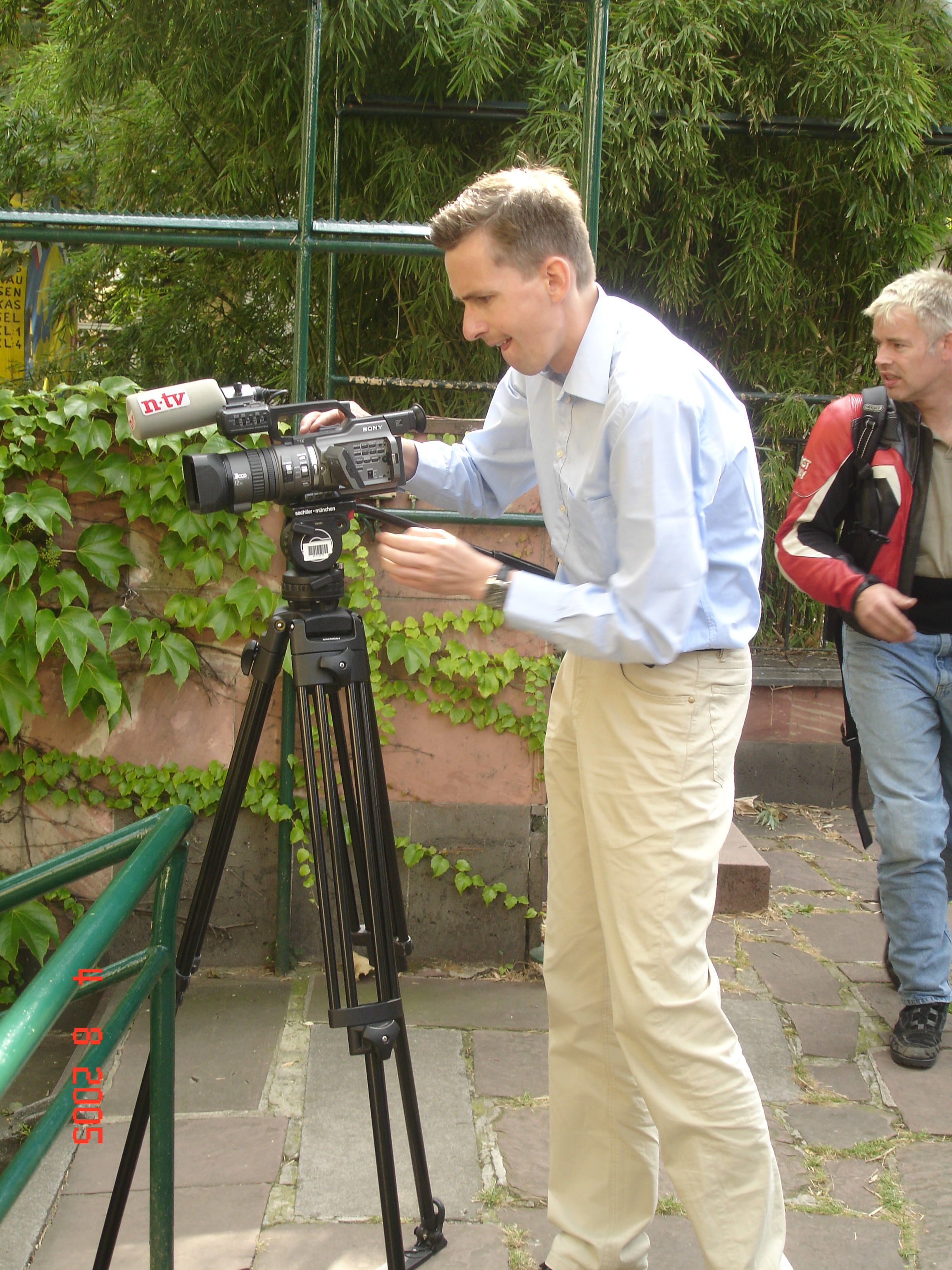
Một phóng viên đang ghi hình và âm thanh

Ghi dữ liệu là quá trình ghi lại dữ liệu hoặc biến đổi thông tin sang một định dạng nào đó để lưu trữ trên một phương tiện lưu trữ, thường được gọi là một bản ghi hay, trong trường hợp dữ liệu là âm thanh hoặc hình ảnh, gọi là một bản thu.

## Các dạng
Các bằng chứng lịch sử đã có từ hàng nghìn năm ở nhiều dạng như tranh hang động, chữ rune và văn tự tượng hình. Các cách ghi dữ liệu văn bản thích hợp cho việc đọc trực tiếp bởi con người bao gồm hành động viết lên giấy. Các dạng khác của thiết bị lưu trữ dữ liệu dễ hơn cho quá trình truy xuất tự động nhưng con người cần công cụ để đọc chúng.  In văn bản lưu trữ trong máy tính cho phép giữ bản copy trên máy tính và một bản copy để con người đọc mà không cần máy tính.

## Tương tự và kỹ thuật số

Ghi dữ liệu biểu thị phổ biến bàng vòng tròn màu đỏ liền nhau hoặc các chữ cái REC trên các thiết bị chuyên dụng và thiết bị tiêu dùng.

Ghi dữ liệu tương tự chỉ ghi các tín hiệu tương tự. Ghi dữ liệu kỹ thuật số ghi cả các tín hiệu tương tự và tín hiệu kỹ thuật số.